# Strengberg
Strengberg là một thị trấn ở huyện Amstetten trong bang Niederösterreich ở nước Áo. Đô thị này có diện tích 37,09 km², dân số năm 2001 là 2053 người.